# Storia dell'Armenia
La storia dell'Armenia, ovvero del territorio abitato dalle popolazioni armene, affonda le sue radici nell'epoca preistorica.

## Etimologia del nome
Il nome originario armeno per questa regione era Hayq, divenuto più tardi Hayastan, denominazione attuale del Paese, traducibile come "la terra di Haik" (termine composto dal nome "Haik" e dal suffisso sanscrito '-stan' (terra), che è tipico anche in persiano per indicare un territorio).
Secondo la leggenda e la tradizione armena, Haik, progenitore di tutti gli Armeni, era un discendente di Noè (essendo figlio di Togarmah, che era nato da Gomer, a sua volta nato dal figlio di Noè, Yafet) e, in base alla tradizione cristiana, antenato di tutti gli Armeni. Haik si stabilì ai piedi del monte Ararat, cima centrale e più alta dell'Altopiano armeno, sacra per gli Armeni in quanto considerata il luogo dove si posò l'arca di Noè dopo il diluvio universale. Successivamente Haik partì per assistere alla costruzione della Torre di Babele e, ritornato dalla Mesopotamia, sconfisse il re assiro Nimrod presso il lago di Van, nell'Armenia occidentale, l'attuale Turchia.
Il diffuso termine Armenia fu dato alla regione dai popoli confinanti per indicare la tribù più potente presente nel territorio (gli Armeni, appunto) e che dimorava in quelle terre. Il nome Armenia si dice derivi da Armenak o Aram (un discendente di Haik e, secondo la tradizione armena, un altro grande "padre della patria", un grande condottiero del popolo armeno). Fonti precristiane riportano invece la derivazione dal termine Nairi (cioè "terra dei fiumi") che è l'antico nome della regione montuosa del paese e che è usato sia da alcuni storici greci sia dall'iscrizione di Behistun, ritrovata in Iran e risalente al 521 a.C.

## Preistoria
Gli archeologi si riferiscono alla cultura Shulaveri-Shomu del Transcaucaso centrale, comprendente la moderna Armenia, come una delle prime culture preistoriche conosciute nella regione, databile - grazie al C14 - intorno al 6000 a.C.-4000 a.C. Tuttavia, una tomba scoperta recentemente è databile al 9000 a.C. Un'altra cultura primordiale degli Altopiani armeni e delle aree circostanti è la cosiddetta cultura Kura-Araxes, databile al 4000-2200 a.C..

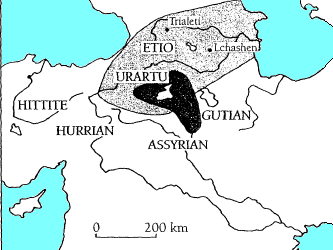
L'estensione della cultura Kura-Araxes (ombreggiatura chiara) mostrata in relazione alle culture successive dell'area, come Urartu (ombreggiatura scura).

La cultura di Kura-Araxes, o antica cultura trans-caucasica, era una civiltà esistita dal 3400 a.C. fino al 2000 a.C. circa. La più antica attestazione di questa cultura si trova nella pianura dell'Ararat; da questo luogo, dal 3000 a.C., si diffuse in Georgia, e durante il millennio successivo essa avanza verso occidente nella pianura di Erzurum, a sud-ovest in Cilicia, e a sud-est dentro l'area sottostante al bacino di Urmia e il lago di Van, e giù fino ai confini dell'attuale Siria. Complessivamente, l'antica cultura trans-caucasica, nella sua più grande estensione, circondava una vasta area approssimativamente di 1000 x 500 km.
Il nome della cultura viene derivato dalle valli fluviali del Kura e Araxes. Il suo territorio corrisponde a parti dell'attuale Armenia, Georgia e Caucaso. Essa può aver contribuito alla crescita della successiva cultura della ceramica di Khirbet Kerak trovata in Siria e Canaan dopo la caduta dell'impero accadico.
La cultura Trialeti o cultura Trialeti, chiamata così dal nome della regione omonima, si suppone si sia sviluppata in seguito nel (ca. 2200 - 1500 a.C.), situata nella prima parte del II millennio a.C. Nel tardo III millennio a.C. gli insediamenti della cultura di Kura-Araxes iniziano ad essere rimpiazzati dai siti dell'antica cultura di Trialeti, la seconda cultura ad apparire nel Caucaso, dopo quella di Kura-Araxes. La cultura di Trialeti mostra legami stretti con le culture altamente sviluppate dell'antico mondo, particolarmente con quella egea.
Questa cultura è nota per la sua particolare forma di sepoltura; l'élite veniva sepolta in tombe grandi, molto ricche, sotto terreno e tumuli di pietra, talvolta contenenti carri a quattro ruote. Si trovarono anche molti oggetti d'oro nelle tombe, simili a quelli trovati in Iran e Iraq.
In certe teorie per localizzare la Urheimat (patria) della lingua proto-indoeuropea, questa cultura viene identificata come quella parlante le lingue anatoliche, e anche come una più antica Urheimat. Negli anni '80, gli studiosi sovietici Tamaz Gamkrelidze e Vyacheslav Vsevolodovich Ivanov situano la patria in Armenia.
Gli Armeni sono così uno dei sottogruppi più antichi del gruppo degli Indoeuropei.

## Le origini
Tra il 1500 e il 1200 a.C., è testimoniata l'esistenza di una confederazione tribale nota come Hayasa-Azzi residente nella metà occidentale dell'altopiano armeno, che entrava spesso in conflitto con l'Impero ittita.

Tra il 1200 e l'800 a.C., gran parte dell'Armenia venne unificata sotto una confederazione di regni, che gli Assiri chiamarono Nairi ovvero (Terra di fiumi in assiro). Nairi venne più tardi assorbito nel regno di Urartu.
La storiografia greca indica che gli Armeni si mossero dalla Frigia verso il territorio del regno di Urartu tra il 1200 a.C. e il 700 a.C., cosa del tutto errata visto che Urartu erano gli Armeni, ma cambiava solo il nome: Erodoto chiama Armeni quelli che erano in realtà dei coloni Frigi, ed afferma che nel V secolo a.C. quando Armeni e Frigi servirono sotto re Serse (durante il regno degli Achemenidi), i loro costumi ed il loro equipaggiamento erano identici.

Una teoria diversa, suggerita da diversi studiosi come Thomas Gamkrelidze e Vyacheslav V. Ivanov, suggerisce invece che gli Armeni erano nativi dell'Altopiano Armeno, e comprendevano la popolazione e la dinastia reale di Urartu. Questa sembra essere la teoria più credibile ed è la più accettata.

## Il Regno di Urartu

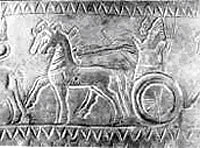
Il re urarteo Sarduri II.

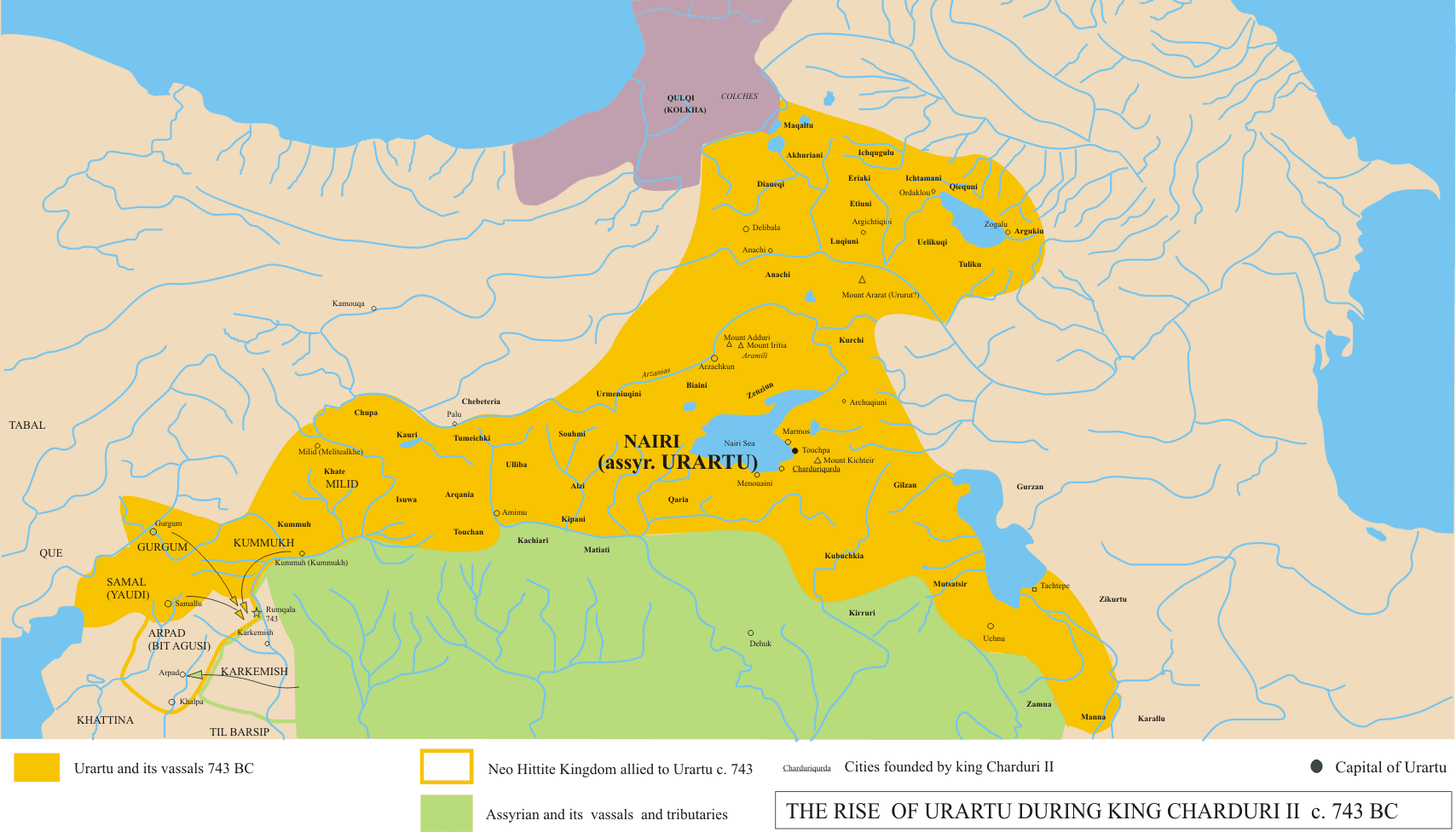
Massima espansione del regno di Urartu (743 a.C.): in verde, l'impero neo-assiro e i suoi tributari

Il regno di Urartu (Biainili in urarteo) era un antico regno dell'Armenia situato tra l'Asia Minore, la Mesopotamia e il Caucaso, area poi conosciuta come Armenia, e incentrato attorno al lago di Van (oggi nella Turchia orientale). Il regno durò dall'860 al 585 a.C. Il nome corrisponde al biblico Ararat. La civiltà di Urartu, fiorita quindi nel Caucaso e nell'Asia Minore orientale tra l'800 a.C. e il 600 a.C., fu il primo impero armeno. Essa venne unificata sotto il regno del re Aramu che unificò tutti gli Stati confederati. Esso si estendeva dal Mar Nero fino al Mar Caspio, compresa gran parte del territorio dell'attuale Turchia orientale. Esso visse il periodo di massimo splendore sotto il regno di Sarduri II, durante il quale Urartu controllava la Cilicia e la Siria settentrionale.
Il nome Urartu venne dato al regno dai suoi più acri nemici stanziati a sud, gli Assiri; proviene dalla fonti assire (dialetto dell'accadico), e sta per "paese di montagna". Il nome autoctono era Biainili, ovvero il nome originario del lago di Van.
Alcuni studiosi ritengono che l'Ararat dell'Antico Testamento sia una variante dell'accadico "Urartu": infatti il monte Ararat era ubicato proprio nel territorio urarteo, circa 120 km a nord della sua antica capitale. Va anche ricordato che nell'Antico Testamento "Ararat" era utilizzato anche per indicare un antico regno che si trovava a nord della Mesopotamia. Allo stesso modo le prime cronache armene (V-VII secolo) affermano che il nome originario dell'Armenia era "paese dell'Ararad". Le variazioni forse vengono dall'armeno "Ayrarat", che significa "terra del coraggioso" e "terra degli armeni". Studiosi come Carl Friedrich Lehmann-Haupt (1910) ritengono che il popolo chiamasse se stesso col nome di khaldini, dal loro dio Khaldi, o che fossero collegati ai khaldi della costa del Mar Nero. I Nairi, un popolo dell'età del Ferro dell'area del Van, sono stati spesso considerati collegati ad essi, o addirittura lo stesso popolo.
Urartu è spesso chiamato "Regno di Ararat" in molti antichi manoscritti e testi sacri di diverse nazioni. La ragione per l'incertezza nei nomi (ad esempio Urartu e Ararat) dipende dalle variazioni presenti nelle fonti. Inoltre, nei sistemi di scrittura monoconsonantici - dove le vocali generalmente non sono indicate - la parola scritta <RRT> potrebbe essere allo stesso Ararat o Urartu o Uruarti e così via.
A volte le fonti antiche utilizzano in maniera intercambiabile "Armenia" e "Urartu" per riferirsi allo stesso paese. Per esempio, nelle iscrizioni di Bisotun in tre lingue, scolpita nel 520 a.C. per ordine di Dario il Grande di Persia, il paese viene definito Arminia in antico persiano, Harminuia in elamico e Urartu in babilonese.
Inoltre, il regno fu conosciuto come Armenia presso i greci (e poi i romani) che vivevano nell'Anatolia occidentale, forse perché i contatti che loro ebbero con Urartu, furono attraverso il popolo della tribù di Armen. Tra il tardo VII e gli inizi del VI secolo a.C., il regno Urarteo fu sostituito dal regno di Armenia, a cui fu a capo la dinastia armena degli Orontidi.

### La scoperta
Il primo a scoprire l'esistenza della civiltà di Urartu fu lo studioso tedesco Friedrich Eduard Schulz, che viaggiò nell'area del lago di Van intorno al 1827, sulle tracce della regina Šamiram (Semiramide), la cui storia è contenuta nell'opera di Mosè di Corene. Schultz scoprì le rovine di una città e una serie di iscrizioni, parzialmente scritte in lingua assira, e parzialmente scritte in una lingua del tutto sconosciuta. Schultz scoprì anche la stele bilingue chiamata Stele di Kelišin, trovata sul passo Kelišin nel confine tra il moderno Iran e l'Iraq. Venne ucciso dai Curdi nel 1829, ed i suoi appunti sono scomparsi. La prima raccolta sistematica di iscrizioni provenienti da Urartu fu quella del reverendo Archibald Henry Sayce risalente al 1870. Nel 1890 l'ingegnere tedesco Karl Sester scoprì le rovine di Nemrud Dag raccogliendo altre iscrizioni.

### Cronologia storica
- Il primo re è Sarduri I, che fonda il regno nell'835 a.C., con capitale Tushpa.
- Sarduri II porta i confini fino oltre il Tigri e l'Eufrate, il lago Urmia, Aleppo ed il lago Erevan. L'espansione viene fermata dagli Assiri di Tiglatpileser III.
- Nel 750 a.C. il regno di Urartu viene devastato dai Cimmeri.
- Nel 714 a.C. i resti del regno di Urartu entrano nell'orbita assira.
- Nel 620 a.C. il regno di Urartu viene devastato dagli Sciti.
- Nel 610 a.C. i Medi si annettono Urartu.
- Nel 600 a.C. entrano in Ararat gli antichi armeni.

### Caratteri etnici e culturali
Gli Urartei sono spesso considerati discendenti o affini degli Hurriti di mezzo millennio prima.
La lingua urartea non è indoeuropea, e spesso viene messa in relazione con le lingue caucasiche settentrionali, con l'hurrita e con l'hattico. Successivamente alle incursioni dei Cimmeri e degli Sciti, gli antichi Armeni si stanziano nei pressi dell'Ararat e la lingua urartea inizia a declinare, venendo sostituita dall'armeno, lingua indoeuropea.
Si conosce il nome del dio supremo di Urartu, Haldi.

## Dinastia Orontide (600 a.C. - 200 a.C.)

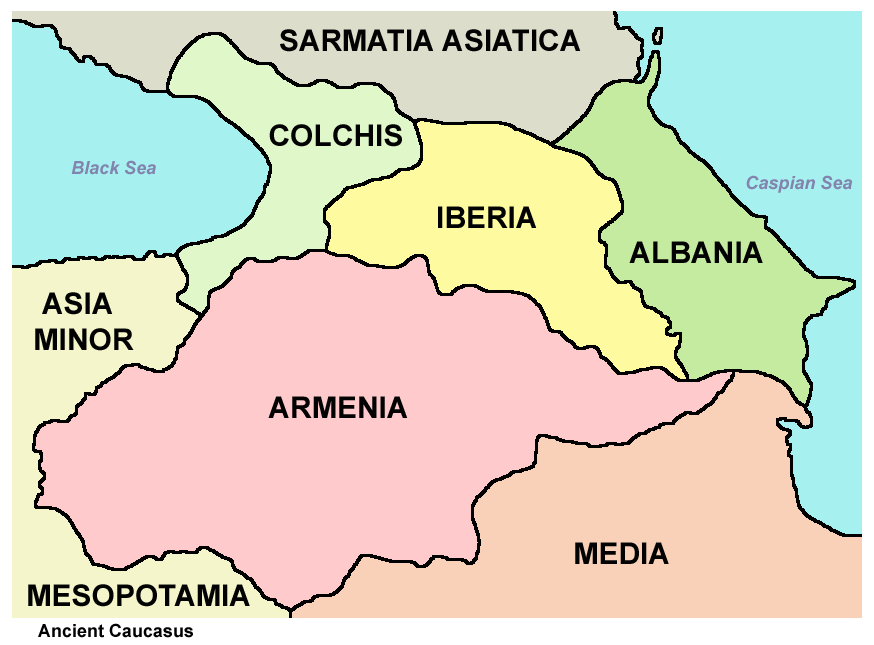

Dopo la caduta della civiltà di Urarti intorno al 600 a.C., il regno di Armenia venne governato dalla dinastia degli Orontidi, che regnò dal 600 a.C. al 200 a.C.. Sotto gli Orontidi, l'Armenia vacilla tra l'indipendenza e la sottomissione all'Impero Persiano sotto forma di satrapia.

I Re di Armenia furono i seguenti:

### Primi Re Orontidi e Satrapi
La dinastia degli Orontidi fu la prima dinastia nella storia dell'Armenia. Gli Orontidi stabilirono la loro supremazia sull'Armenia al tempo delle invasioni di Sciti e di Medi intorno al VI secolo a.C., periodo nel quale gli Armeni assunsero nomi e costumi iranici. I loro discendenti continuarono a regnare nel regno di Sofene per breve tempo, e di Commagene fino al 72. Il nome Orontes è la forma ellenizzata di un nome maschile di origine iranica, che in armeno si pronuncia Yervand. Il nome è autenticato dal greco Ωρόντης, e la sua relazione dal termine avestico auruuant, ovvero coraggioso o eroe è attestata. Alcuni hanno suggerito una certa continuità con il nome ittita Arnuwanda. Varie trascrizioni greche di questo nome nelle fonti classiche sono appunto Orontes, oppure Aruandes o Ardoates. La presenza di questa dinastia è attestata almeno dal 400 a.C., la precisa data di fondazione di questa dinastia è dibattuta dagli storici ma è consenso unanime che essa sia avvenuta dopo la distruzione del regno di Urartu per opera degli Sciti e dei Medi nel 612 a.C.
I primi re sono classificati secondo la tradizione armena. Da notare che le date più antiche sono assegnate dalla tradizione, risultando pertanto incerte. Il primo gruppo di Sovrani Orontidi e Satrapi di Armenia furono i seguenti:
- Orontes I Sakavakyats (570-560 a.C.)
- Tigranes Orontid (560-535 a.C.)
- Vahagn (530-515 a.C.)
- Hidarnes I (fine del VI secolo a.C.)
- Hidarnes II (primi anni del V secolo a.C.)
- Hidarnes III (metà del V secolo a.C.)
- Ardashir (seconda metà del V secolo a.C.)

### Satrapi di attribuzione certa
- Orontes (401-344 a.C.)
- Dario Codomanno (344-336 a.C.)

### Seconda Dinastia Orontide
Gli Orontidi, essendo legati alla corte persiana se non per lo stesso sangue sicuramente per legami matrimoniali, agirono come satrapi o governatori provinciali. Senofonte nella sua Ciropedia fa cenno al re armeno Tigrane come alleato di Ciro il Grande. Tigrane pagava tributi ad Astiage. Suo figlio assunse anch'egli il nome di Tigrane che allo scoppiare del conflitto tra Medi e Babilonesi si rifiutò di rispettare i suoi obblighi con i Medi. In quanto erede di Astiage, Ciro richiese quei tributi. Il fatto è comprovato dalla citazione di Strabone nella sua Geografia (XI, 13.5).
Nel 521 a seguito della confusione creata dalla morte di Cambise e la proclamazione di Smerdi come re, gli Armeni si rivoltarono. Dario I di Persia inviò un generale armeno di nome Dâdarši a soffocare la rivolta, che venne poi sostituito dal persiano Vaumisa che sconfisse i ribelli armeni il 20 maggio 521. Intorno allo stesso periodo, un altro armeno di nome Arakha, figlio di Haldita, reclamò di essere figlio dell'ultimo re di Babilonia, Nabonide, e salì sul trono con il nome di Nabuccodonosor IV. Questi eventi sono registrati nelle iscrizioni di Bisotun secondo le quali la ribellione di Nabuccodonosor IV ebbe vita breve e fu sedata dal luogotenente di Dario, Intafrene.
Dopo la riorganizzazione dell'Impero Persiano, l'Armenia fu divisa in diverse satrapie. I satrapi d'Armenia inviarono contingenti di truppe nell'invasione di Serse contro la Grecia del 480 a.C. Nel 401 a.C. Senofonte attraversa l'Armenia con un contingente di mercenari greci, e lascia la testimonianza della presenza di due appartenenti alla dinastia degli Orontidi, entrambi di origine persiana. Uno di essi, nobile e ufficiale di alto rango, era comandante della cittadella di Sardi e si sollevò contro Ciro il Giovane a favore di Artaserse II Memnone poco prima della battaglia di Cunassa, ma venne arrestato e giustiziato da una corte marziale. Senofonte nel suo Anabasi ci lascia una dettagliata descrizione dell'Armenia, ed afferma che la regione nei pressi del fiume Centrite, c'era un Oronte figlio di Artasyra che aveva contingenti armeni e alarodiani.
Il secondo gruppo di Sovrani Orontidi e Satrapi di Armenia furono i seguenti:
- Oronte I (336-331 a.C.)
- Mithranes (331-323 a.C.)
- Perdicca (non dinastico) (323 a.C.)
- Neoptolemus (non dinastico) (323-321 a.C.)
- Eumene (non dinastico) (321 a.C.)
- Mihran (321-317 a.C.)
- Oronte II (317- 300 a.C.)
- Sames (260-243 a.C.)
- Arsames (243-226 a.C.)
- Xerxes (226-212 a.C.)
- Abdisarius (212 a.C.)
- Oronte III (212–200 a.C.)

## Dinastia Artasside (189 a.C.-12 d.C.)

Stendardo della Dinastia Artasside

Prima della dissoluzione del dominio seleucide, uno Stato ellenistico frutto della divisione dell'impero di Alessandro Magno, di cui faceva parte il regno armeno, l'Armenia si divise in due, per volere del sovrano seleucide Antioco III nel 215 a.C.:
- la parte occidentale del regno, che diventa l'Armenia Minore, viene affidata al principe Zariadris.
- la parte orientale viene data al principe Artaxias con il nome di Armenia Maggiore (di cui faceva parte anche il Gordiene), Artaxias sarà il fondatore della dinastia degli Artassidi (190 a.C. - 1 d.C.).

La dinastia degli Artassidi governò l'Armenia dal 189 a.C. fino al loro rovesciamento da parte dell'Impero romano nel 16 d.C. Il loro regno comprese l'Armenia Maggiore, Sofene e in maniera irregolare l'Armenia Minore e parti della Mesopotamia.
Nel 201 a.C. il sovrano seleucide Antioco III il Grande conquistò l'Armenia maggiore e Sofene con i suoi generali armeni (strategoi) Artaxias e Zariadres sconfiggendo la dinastia orontide a cui rimase al controllo di Commagene, sebbene ridotto a stato vassallo. Antioco elesse Artaxias satrapo dell'Armenia Maggiore e Zariadres satrapo di Sofene. A seguito della sconfitta di Antioco da parte dei Romani nella battaglia di Magnesia nel 190 a.C., Artaxias e Zariadres si rivoltarono e, con il consenso di Roma, fondarono due regni autonomi; Artaxias sull'Armenia Maggiore e Zariadres sulla Sofene. Anche l'Armenia Minore e Commagene riguadagnarono la loro indipendenza.

### Consolidamento del territorio armeno sotto gli Artassidi
Artaxias I d'Armenia è considerato uno dei sovrani più importanti nella storia armena. Egli si presentò come un discendente legittimo della dinastia degli Orontidi, sebbene non ci siano prove della sua connessione con questa famiglia. Al principio del suo regno, parti dell'Altopiano armeno abitate da popolazioni di lingua armena erano ancora sotto il dominio di nazioni straniere. Artaxias I pose l'unificazione di tutte le popolazioni di lingua armena come l'obiettivo primario del suo regno. Lo storico e geografo greco Strabone ci ha lasciato il racconto delle conquiste di Artaxias I:
(Strabone, Geografia, XI, 14.)
Artaxias fu anche il fondatore della capitale armena Artaxata grazie all'aiuto del generale cartaginese Annibale che ottenne rifugio nel suo esilio dai Romani nella corte di Artaxias. La popolazione della precedente capitale Orontide di Ervandashat venne interamente trasferita ad Artaxata. Sono state trovate oltre una dozzina di pietre miliari sul territorio della moderna Armenia risalenti al periodo di Artaxias contenenti iscrizioni in aramaico, prima della loro scoperta l'esistenza di queste pietre era già attestata dallo storico armeno Mosè di Corene. In queste iscrizioni Artaxia si proclama discendente della dinastia degli Orontidi: Re Artaxias, figlio dell'Orontide Zariadres.

## Impero Armeno

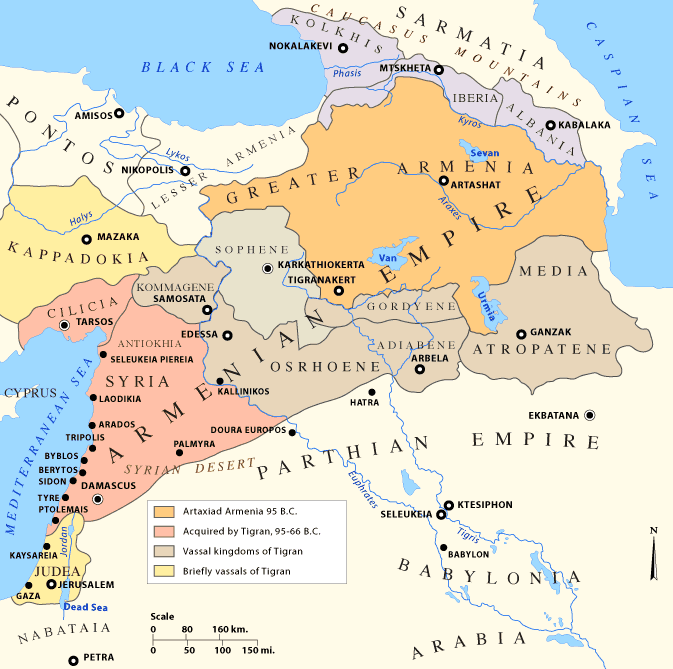
Il regno d'Armenia nel suo massimo splendore tra il 95 ed il 66 a.C. al tempo della Dinastia Artasside.

Durante il regno di Tigrane il Grande (95 a.C. - 55 a.C.) l'Armenia raggiunse l'apice del suo potere e divenne rapidamente lo stato più potente del Vicino Oriente. I suoi confini si estendevano dal Mar Caspio al Mar Mediterraneo. Tigrane fondò una capitale in una posizione più centrale del suo regno con il nome di Tigranocerta. Larghe porzioni della regione vennero in seguito conquistate dai Parti, che costrinsero la dinastia a firmare un trattato di amicizia. L'Iberia caucasica, l'Albania, e l'Atropatene furono persi dagli Artassidi ed il resto del regno diventò vassallo. I Greci dell'Impero seleucida offrirono a Tigrane la corona del regno seleucida nell'83 a.C.
I Sovrani artassidi d'Armenia furono i seguenti:
- Artaxias I (189-160 a.C.)
- Artavaside I (160-115 a.C.)
- Tigrane I (115-95 a.C.)
- Tigrane II il Grande (95-58/55 a.C.)
- Artavaside II (55-34 a.C.)
- Alessandro Elio (non dinastico)
- Artaxias II (33-20 a.C.)
- Tigrane III (20-8 a.C.)
- Tigrane IV (2 a.C.-16 d.C.)
- Artavaside III (5-2 a.C.)
- Erato (12-2 a.C., 2-1 a.C., 11-12)
- Ariobarzane (non dinastico)
- Artavaside IV (non dinastico)
- Tigrane V (non dinastico) (60)

All'apice del suo splendore, dal 95 al 66 a.C., l'Armenia maggiore si estese dal Caucaso all'attuale Turchia orientale, fino alla Siria e al Libano, dando vita al secondo impero armeno sotto la guida di Tigrane II il Grande, che fondò anche una nuova capitale: Tigranocerta, di cui l'archeologia moderna non è stata ancora in grado di ritrovare la locazione. Nel 66 a.C., le legioni romane di Pompeo invadono l'Armenia maggiore e Tigrane è costretto ad arrendersi accettando di far diventare il suo regno un protettorato romano.

### Pretendenti Romani e Parti non dinastici (1 a.C.-54 d.C.)

Il regno d'Armenia attorno al 50.

In questo periodo l'Armenia subisce l'influenza della cultura e della religione romana, al punto che lo storico Strabone scriverà che tutti in Armenia parlano lo stesso linguaggio. (Strabone, 11.14.4).
- Ariobarzane di Atropatene (1 a.C.-2; protettorato romano)
- Artavaside IV  2
- Tigrane V 2-11
- Vonone (precedente re dei Parti) 12-16 (protettorato romano)
- Interregno romano 16-18 (Vonone in veste di re nominale)
- Artaxias III 18-34 (protettorato romano)
- Arsace d'Armenia (figlio di Artabano II di Persia) 34-35 (protettorato persiano)
- Orode d'Armenia (pretendente al trono, figlio di Artabano II) 35
- Mitridate 35-37 (protettorato romano)
- Orode (re) 37-42 (protettorato persiano)
- Mitridate (per la seconda volta) 42-51 (protettorato persiano)
- Radamisto 51-53 (protettorato romano)
- Tiridate I (figlio di Vologase I di Partia) 53 (protettorato romano)
- Radamisto (per la seconda volta) 53-54 (protettorato romano)

In questo periodo l'Armenia diventa oggetto di contesa tra Roma e l'Impero dei Parti. I Parti costrinsero alla sottomissione l'Armenia dal 37 al 47 quando i Romani ripresero il controllo del regno.

### Dinastia arsacide (54-428)
La dinastia degli Arsacidi d'Armenia (Arshakuni), governò sul regno d'Armenia dal 54 al 428. La dinastia armena era legata a quella di Partia. I sovrani arsacidi regnarono in maniera discontinua nel periodo caotico che seguì la fine della dinastia Artasside fino al 62, quando Tiridate I di Armenia consolidò il dominio Arsacide in Armenia.
Una linea indipendente di sovrani venne instaurata da Vologase II di Armenia nel 180. Due degli eventi più importanti sotto il dominio arsacide per la storia dell'Armenia furono la conversione al Cristianesimo per opera di san Gregorio Illuminatore nel 301 e la creazione dell'alfabeto armeno da parte di Mesrop Mashtots nel 405.

### I primi Arsacidi
Il primo avvento di un Arsacide sul trono d'Armenia avvenne nel 12 quando il re Parto Vonone I venne esiliato dal regno partico a causa dei suoi sentimenti filo-romani e per la sua eccessiva predilezione per le maniere occidentali. Egli ottenne dopo l'esilio il titolo di sovrano d'Armenia con il consenso dei Romani, ma il successivo sovrano partico, Artabane II ne chiese la deposizione. Poiché Augusto non intendeva inasprire la critica situazione con i Parti, Vonone I venne deposto e inviato in esilio in Siria presso Antiochia. Senza perdere tempo Artabane, dopo il breve regno di Artaxias III, propose come candidato al trono d'Armenia suo figlio Arsaces, contro il quale però si propose il figlio minore di Artabane, Orode. L'Imperatore per tutta risposta rinforzò la presenza militare romana ai confini con la Partia ed ancora una volta per ben venticinque anni l'Armenia fu nuovamente teatro di duri scontri tra due delle potenze più importanti del mondo allora conosciuto. Tiberio inviò come pretendente al trono un Ibero di nome Mitridate che si proclamava appartenente alla dinastia Arsacide. Costui riuscì a deporre Arsaces a prezzo di una guerra sanguinosa. 
Inaspettatamente il vincitore Mitridate venne richiamato a Roma e lì imprigionato, e l'Armenia tornò sotto il dominio dei Parti con Orode, figlio di Artabane II.
Alla morte di quest'ultimo scoppiò un nuovo conflitto quando Mitridate tornò a rivendicare ed ottenne il trono d'Armenia grazie anche all'aiuto di suo fratello, Farasmane I d'Iberia. La guerra per il trono armeno continuò quando Gotarze si impossessò del trono nel 45. Nel 51 Radamisto, nipote di Mitridate, invase l'Armenia ed uccise suo zio. L'allora governatore romano della Cappadocia, decise di conquistare l'Armenia ma offrì il trono a Radamisto, ricevendone una degna ricompensa. Il re partico Vologase I approfittò del momento per invadere l'Armenia e scacciare gli Iberi dalla regione, ma dovette a sua volta ritirarsi consegnando nuovamente il trono a Radamisto. Nonostante godessero del consenso di Claudio in persona, i sovrani Iberi al trono d'Armenia furono così crudeli da provocare una sommossa nella quale il palazzo reale fu messo a ferro e fuoco costringendo alla fuga lo stesso usurpatore. Il trono d'Armenia passò quindi nelle mani di Tiridate, fratello minore di Vologase.

### Tra Roma e la Partia

Le Campagne armeno-partiche di Corbulone.

Preoccupato per la presenza così massiccia dei Parti alle porte dell'Impero, Nerone inviò il suo generale Gneo Domizio Corbulone al comando di un imponente esercito per stabilizzare nuovamente la situazione a favore di Roma, instaurando un nuovo sovrano fedele a Roma.
Tiridate fuggì dall'Armenia ed al trono venne instaurato un nuovo sovrano imposto dai romani con il nome di Tigrane VI, il quale invase successivamente il regno di Adiabene, alleato e protetto dai Parti nel 61. Vologase considerò l'invasione un atto di aggressione da parte di Roma e avviò una nuova campagna militare per riportare Tiridate sul trono d'Armenia. Dopo la battaglia di Rhandeia, Corbulo scese a patti con Vologase, riconoscendo la sovranità di Tiridate che in cambio avrebbe dovuto sottomettersi a Roma. Accettato l'accordo, Tiridate mantenne il regno e venne incoronato direttamente dall'Imperatore Nerone. Il regno di Tiridate terminò intorno al 110 con la sua morte o forse con una deposizione. Re Osroe I di Partia invase l'Armenia e pose al trono suo nipote, Assidare, figlio del re Pacoro II.
Questa nuova intromissione sulla sfera di influenza dell'Impero Romano portarono ad un nuovo periodo di conflitto aperto contro Roma e contro il nuovo imperatore Traiano.
Costui marciò verso l'Armenia nell'ottobre del 113 e, dopo aver conquistato l'importante centro di Arsamosata, dichiarò l'Armenia una provincia romana, governata insieme alla Cappadocia da Catilio Severo della gens Claudia. Una nuova sommossa organizzata da un pretendente partico di nome Sanatruce venne totalmente sedata, anche se, poco prima della morte di Traiano, il sovrano Partico Vologese III di Partia riuscì a conquistare un consistente porzione del territorio della nuova provincia romana.
I Sovrani Arsacidi d'Armenia furono i seguenti:
- Tiridate I di Armenia (per la seconda volta) 54-56
- Tiridate I di Armenia 56-58/59
- Occupazione romana 58-59
- Tigrane VI 59-62 (protettorato romano)
- Tiridate I di Armenia 62-72 (protettorato persiano 62-63; protettorato romano 63-72)
- Axidares (figlio di Pacorus II di Persia) 72-? (protettorato romano)
- Parthamasiri (fratello di Axidares) ?-114 (protettorato persiano)

Provincia romana creata da Traiano 114 - 117

Il regno d'Armenia nel 150 circa, tra le campagne di Traiano e quelle di Lucio Vero.

- Vologese I (dalla dinastia dei Parti Arsacidi) 118-? (protettorato romano)
- Aurelios Pocoros ?-140/44
- Soemo c. 140/144-161
- Pacoro 161-165
- Soemo (per la seconda volta) 165-?
- Sanatrik ?-197
- Valarsaces o Vologeses II (son) 197
- Cosroe I di Armenia (figlio) 197-238
- Alla Persia 238-252
- Artavazd VI 252-283 (protettorato persiano)
- Tiridate III di Armenia (figlio di Cosroe I di Armenia) 283-330 (protettorato romano)
- Khosrov II il Minuto 339
- Tigranes VII (figlio) 339-c.341
- Arsace II (Arshak) (figlio) c. 330-370
- Occupazione persiana 368-370
- Cylax (Zig), governatore 368-369
- Artaban (Karen), governatore 368-369
- Vahan Mamikonian, governatore 369-370
- Merujan Ardzruni, governatore 369-370
- Papa di Armenia (figlio di Archak II) 370-374
- Varazdat (nipote di Tigranes VII) 374-378
- Regina Zarmandukht (vedova di Papa) 378-379
- Governo provvisorio di Enmanuel Mamikonian (sparapit) 378-379
- Alla Persia 379
- Governo congiunto del marzban (governatore persiano), della Regina Zarmandukht, e di Enmanuel Mamikonian 379-c. 380
- Governo congiunto di Zarmandukht e Enmanuel Mamikonian c. 380-384
- Arshak III (figlio di Zarmandukht) 384-389 (sposa Vardandukht, figlia di Enmmanuel Mamikonian)
- Valarchak (associato al governo) 384-386 (sposa la figlia di Sahak Bagratuni)
- Khosrov III (della famiglia Arsacide) 387-392
- Zik (reggente) 387-390
- Vram Shepuh 392-414 (fratello di Khosrov III) 392-414
- Khosrov III (per la seconda volta) 414-415
- Shahpur (erede al trono di Persia) 415-421
- Governo provvisorio di Narses Djidjrakatsi 421
- Governi locali indipendenti 421-423
- Artaxes IV (figlio di Vram Shepuh) 423-428

Sotto l'impero di Nerone, i Romani conducono una campagna (55–63) contro i Parti che avevano invaso l'Armenia, alleata dei Romani. Dopo aver conquistato la regione nel 60 ed averla persa nuovamente nel 62, Roma invia la Legio XV Apollinaris proveniente dalla Pannonia, al comando di Gneo Domizio Corbulone, legatus di Siria.

Corbulone, con le legioni XV Apollinaris, III Gallica, V Macedonica, X Fretensis e la XXII Deiotariana, entrò nel 63 nel territorio di Vologase I di Partia. Con la sconfitta dei Parti nella battaglia di Rhandeia il re Vologase fu indotto a stipulare un trattato con il quale ottenne per suo fratello Tiridate il trono di Tiridate I d'Armenia, che venne incoronato dallo stesso Nerone, dando luogo alla dinastia degli Arsacidi d'Armenia.

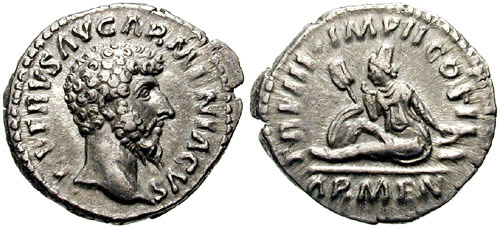
Moneta per la celebrazione della vittoria di Lucio Vero Armeniacus contro Vologase IV di Partia nella campagna armena del 162–5.

Nel 114 l'imperatore Traiano sottomise l'Armenia che diventa definitivamente una provincia romana (vedi Armenia (provincia romana)).
Una seconda campagna guidata dall'imperatore Lucio Vero nel 162, invase l'Armenia dopo l'occupazione della provincia da parte di Vologase IV di Partia il quale aveva posto sul trono il suo generale. Il risultato del conflitto porta conquista da parte dei Romani che ripresero la capitale armena e installarono come re fantoccio un cittadino romano di origini armene di nome Sohaemus.

La dinastia persiana dei Sasanidi occupò l'Armenia nel 252, fino alla riconquista romana del 287. Nel 384 il regno venne diviso tra Romani ed i Persiani con un trattato stipulato fra l'imperatore romano Teodosio e l'imperatore sasanide Sapore III.
L'Armenia occidentale divenne provincia dell'Impero Romano d'Oriente con il nome di Armenia Minore, mentre la parte orientale rimase un regno sotto i Persiani fino al 428, quando la nobiltà locale scacciò il sovrano e i Sasanidi insediarono un loro governatore.

## L'avvento del Cristianesimo

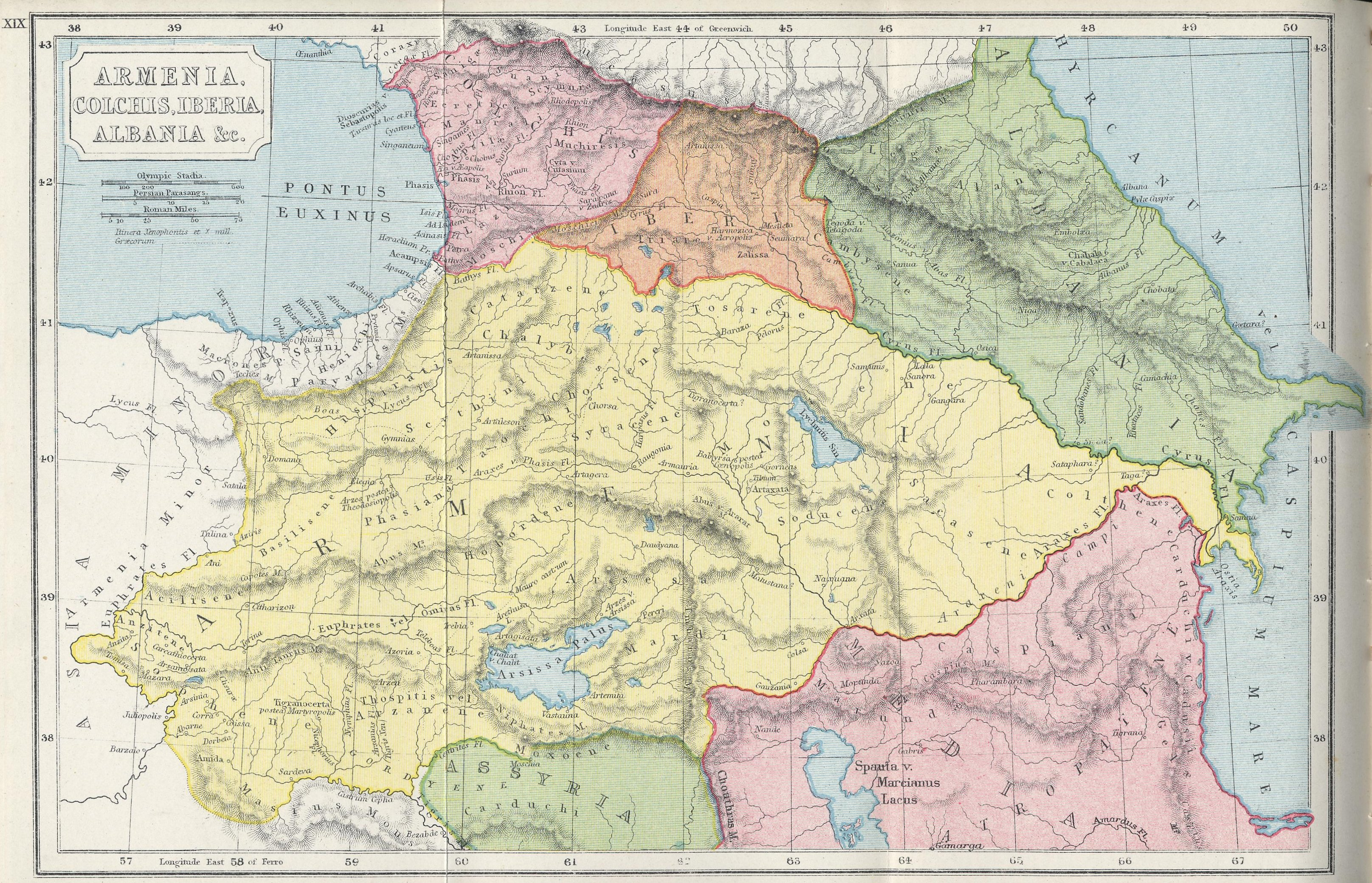
Carta dell'Armenia in questo periodo

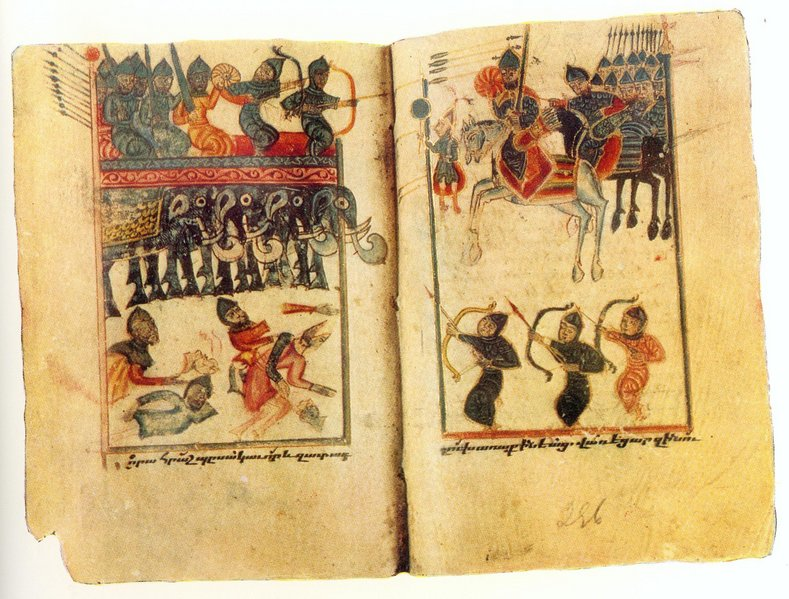
Vardan Mamikonian alla guida degli Armeni nella battaglia di Vartanantz 451.

Nel 301, l'Armenia divenne la prima nazione ad adottare il Cristianesimo come religione di Stato. Essa istituì una propria Chiesa che sussiste attualmente come indipendente dalla Chiesa cattolica romana e da quelle ortodosse, dopo aver subito la scomunica nel Concilio di Calcedonia del 451. La Chiesa apostolica armena è una delle Chiese orientali, che non devono essere confuse con quella bizantina.
Secondo la tradizione, la Chiesa Apostolica Armena venne istituita da due dei dodici apostoli: san Giuda e san Bartolomeo, che predicarono il cristianesimo in Armenia dal 40 al 60. Tra il I e il IV secolo, la Chiesa armena venne guidata da patriarchi. Il primo cattolico della Chiesa di Armenia fu san Gregorio Illuminatore (circa 257-337). A causa della sua fede, venne perseguitato dal re pagano d'Armenia, e "punito" con l'essere gettato nella prigione fortezza di Khor Virap. Ottenne il titolo di Illuminatore, a causa del fatto che illuminò lo spirito degli Armeni introducendoli al Cristianesimo.
Durante la sua ultima eclissi politica, l'Armenia dipese dalla Chiesa per preservare e proteggere la propria identità nazionale e culturale. Dal 1080 al 1375, il centro del nazionalismo armeno si spostò verso sud, come Regno Armeno di Cilicia, con i suoi stretti legami con gli stati europei Crociati, che fiorirono nell'Asia Minore sud-orientale fino a quando non vennero conquistati dai Musulmani.

## Bisanzio e l'Armenia dei Bagratidi

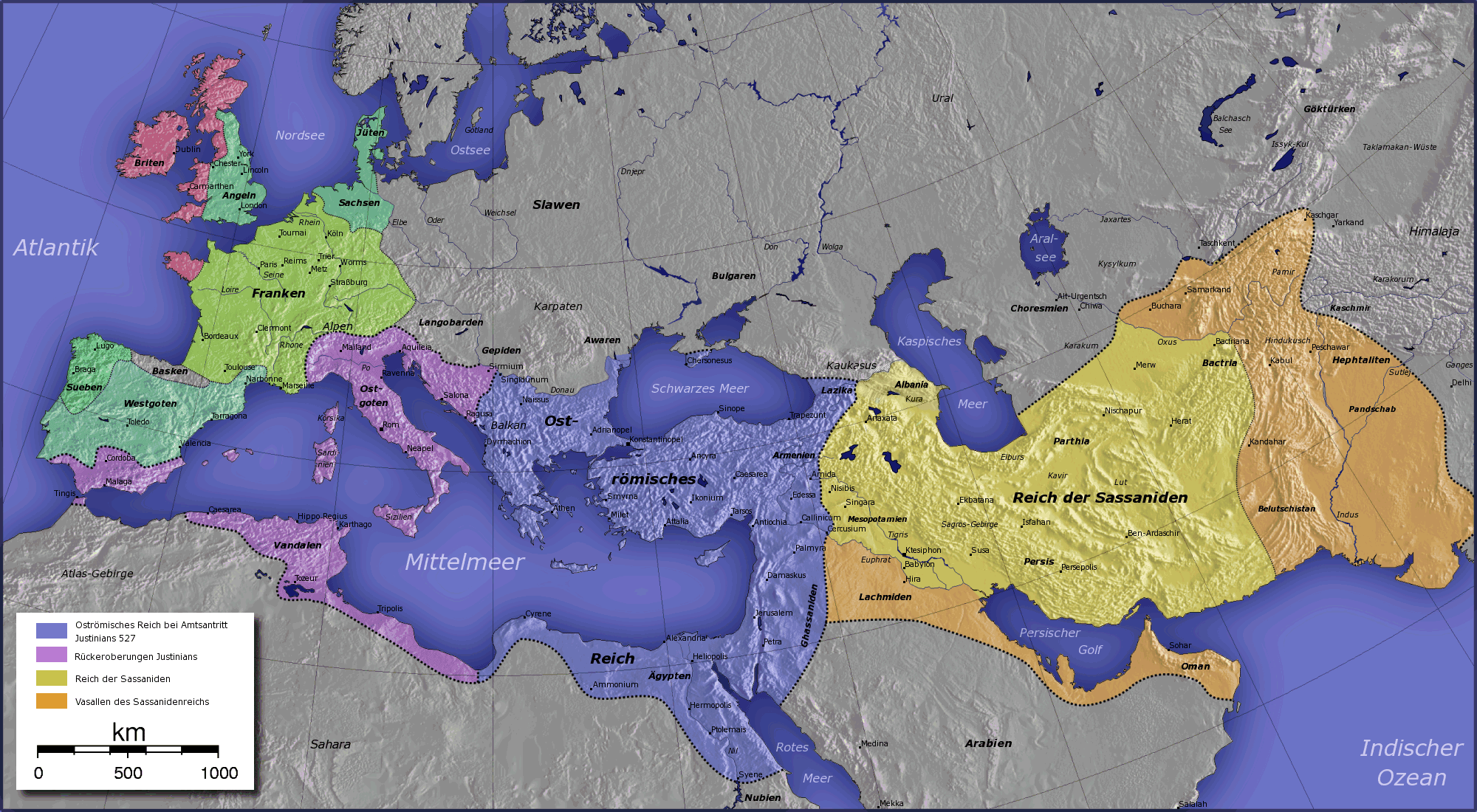
L'Impero romano d'Oriente alla morte di Giustiniano (565). In blu l'Impero nel 527, in viola le conquiste di Giustiniano in Occidente, in altri colori gli stati confinanti.

L'Impero bizantino nel 650 ca., dopo le conquiste islamiche.

Nel 591, il grande guerriero bizantino e imperatore Maurizio sconfisse i Persiani e portò gran parte del territorio armeno all'interno dell'Impero. La conquista fu completata successivamente dall'Imperatore Eraclio nel 629.
Nel 645, gli Arabi musulmani del Califfato dei Rashidun attaccarono la regione conquistandola. Così l'Armenia, che un tempo aveva i suoi regnanti ed era stata sotto Persiani e Bizantini, passò sotto il dominio dei Califfi. Come Emirato di Armenia (Arminiyya), era governata da un principe, riconosciuto anche da Bisanzio, che aveva sede a Dvin, non lontano da Erevan (dinastia Bagratuni o Bagratidi).
Tuttavia, esistevano ancora zone dell'Armenia sotto l'Impero bizantino. La popolazione che abitava quelle regioni mantenne una grande influenza sull'Impero. L'imperatore Eraclio (610-641) era di discendenza armena, così come l'imperatore Filippico (711-713). L'imperatore Basilio I, che salì al trono nell'867, fu il primo di quella che viene chiamata la dinastia armena, indicando così la forte presa degli Armeni sull'Impero Romano d'Oriente.
Nell'884 i principi armeni si ripresero la loro indipendenza, che difesero fino al 1045, quando furono nuovamente sottomessi da Bisanzio. In questo periodo l'Armenia visse un rinascimento culturale, politico ed economico. Venne fondata una nuova capitale, Ani ora in Turchia. Si dice che Ani avesse circa 200.000 abitanti e ben 1001 chiese, in un periodo in cui le capitali europee non arrivavano a 20.000 abitanti. Con la costruzione di Ani, l'Armenia divenne una popolosa e prosperosa nazione che ebbe influenza politica sulle nazioni vicine. Tuttavia, il sistema feudale indebolì gradualmente il paese erodendo il sentimento di lealtà nei confronti del governo centrale.

## Arabi, Selgiuchidi e Crociati

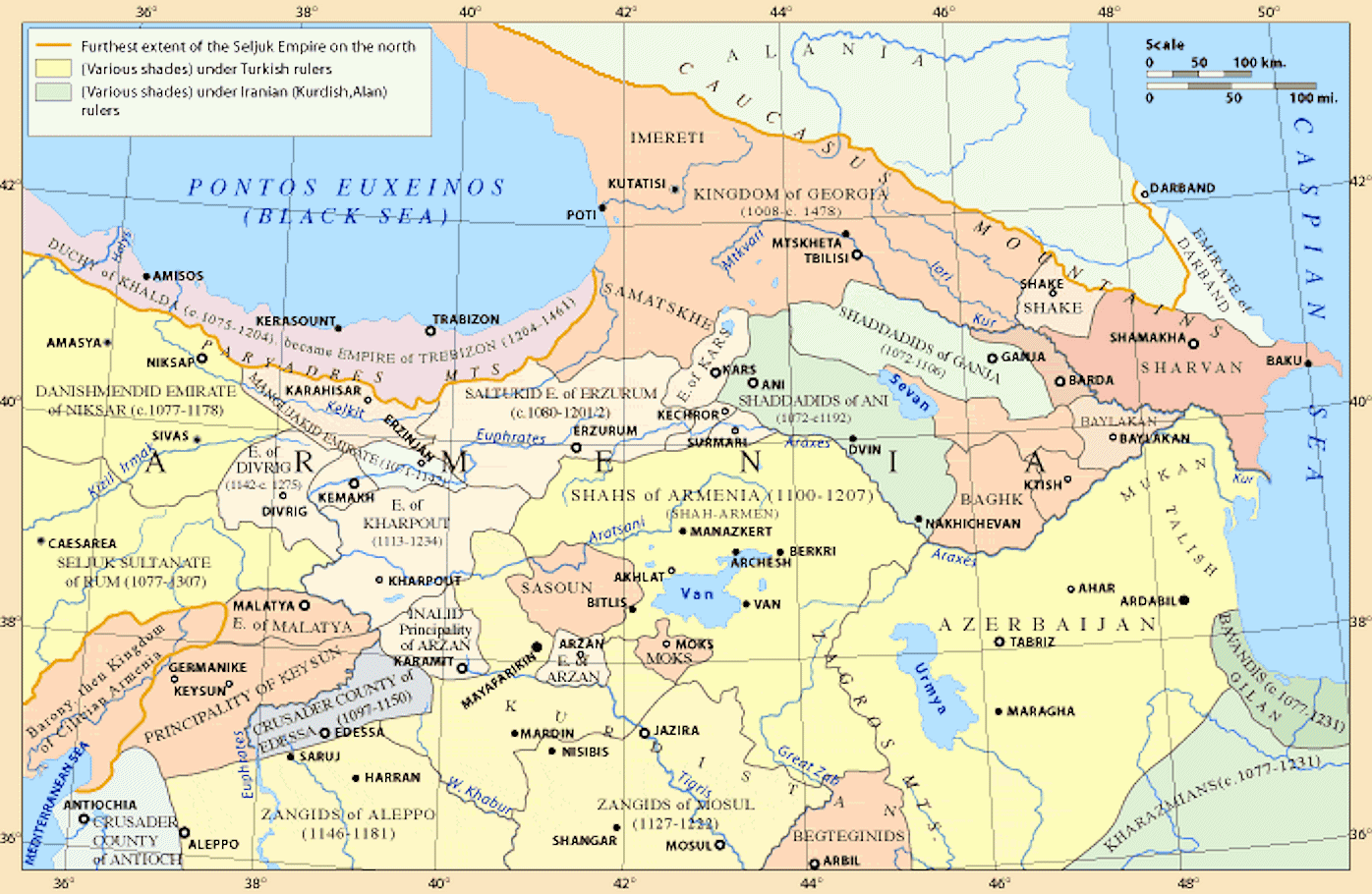
Situazione in Armenia durante il dominio dei Selgiuchidi.

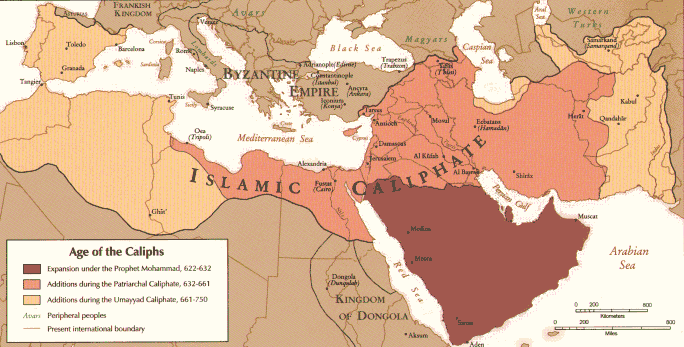
Il Califfato

La conquista bizantina fu di brevissima durata: nel 1071, dopo la sconfitta di Bisanzio da parte dei Turchi Selgiuchidi guidati da Alp Arslan nella Battaglia di Manzikert, l'Armenia Maggiore venne conquistata dai Musulmani. Per fuggire dalla morte o dalla schiavitù, migliaia di famiglie lasciarono l'Armenia e si insediarono in terre straniere, come la Cilicia, la Polonia, ecc.; fra questi anche Rupen, parente di Gagik II, ultimo re di Ani, fuggì fra le gole delle Montagne del Tauro e da lì in Cilicia.
La situazione diede ai Curdi l'opportunità di espandersi nel territorio dell'Armenia in Anatolia. La "Città dalle 1001 Chiese" venne devastata dalle successive invasioni di tribù turche. Ma il cataclisma peggiore per Ani fu un terribile terremoto che nel XIV secolo rese la città il fantasma di sé stessa.

## Regno Armeno di Cilicia
(Marco Polo Il Milione)

Mappa del Regno armeno di Cilicia

Il conte Baldovino I di Gerusalemme, che con il resto dell'esercito crociato attraversava l'Asia Minore verso Gerusalemme, abbandonò la missione e venne adottato da Thoros di Edessa. Essendo ostili ai Selgiuchidi quanto ai Bizantini, gli Armeni presero in simpatia il conte e quando Thoros venne assassinato divenne capo di un nuovo regno crociato, la Contea di Edessa. Sembra che gli Armeni simpatizzassero molto per i crociati in generale, e molti di loro combatterono al loro fianco. Quando Antiochia venne conquistata nel 1097, Costantino, figlio di Rupen, ricevette dai crociati il titolo di barone. Nell'arco di un secolo gli eredi di Rupen vennero compensati con il regno noto come Cilicia o Armenia Minore. La Cilicia fiorì sotto il governo armeno e divenne l'ultimo stato armeno del medioevo. Il regno acquistò una identità armena ed i suoi governanti venivano chiamati armeni e non re di Cilicia. Poiché le famiglie cattoliche estesero la loro influenza sulla Cilicia, il Papa cercò di promuovere una conversione della regione al Cattolicesimo, fenomeno che divise il regno in due fazioni. La sovranità armena in Cilicia ebbe termine nel 1375 quando i Mamelucchi d'Egitto approfittarono della sua debolezza per invaderla.

## La dominazione Ottomana (1514-1915)
Maggioranze Armene
     Significative presenze armene

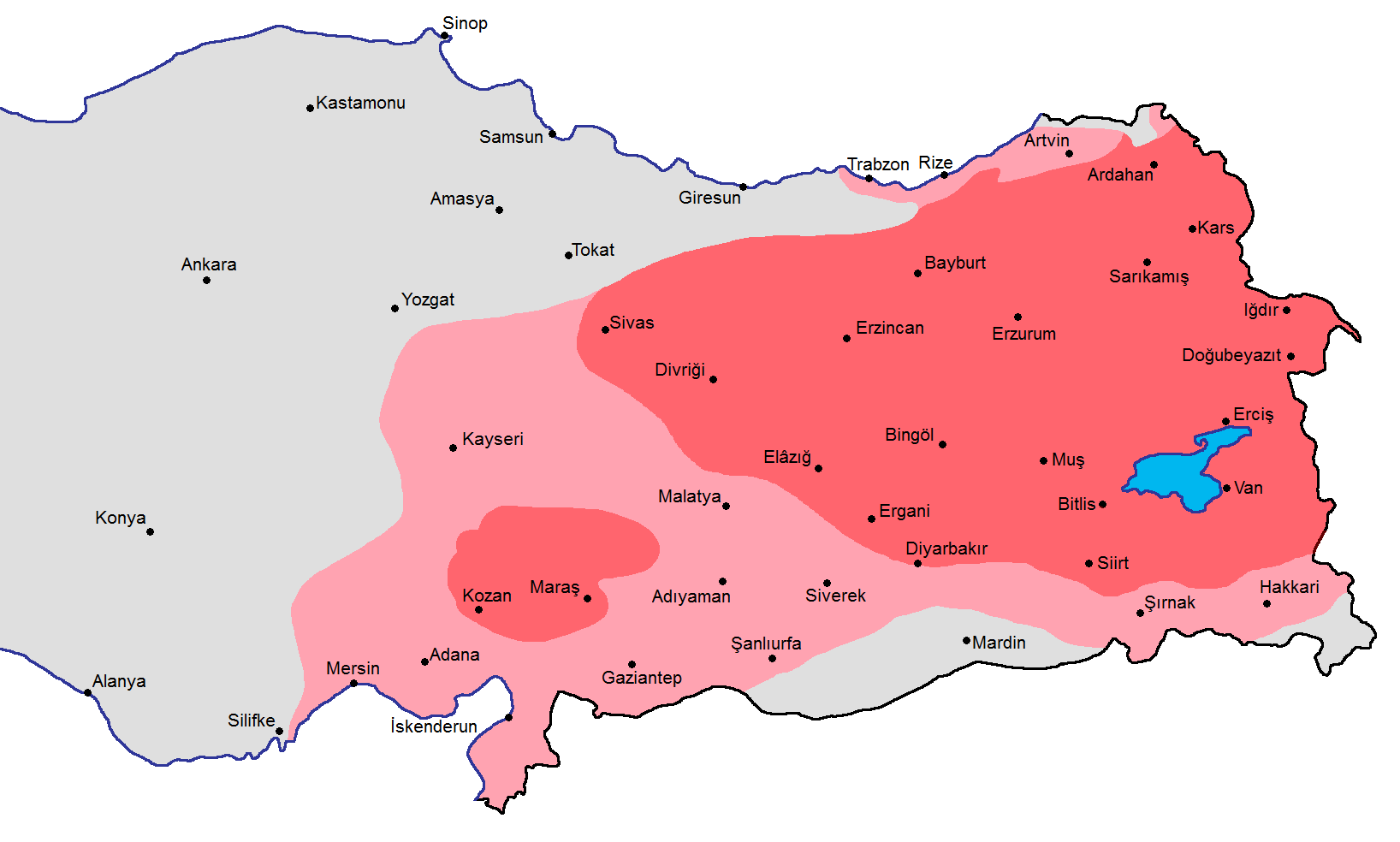
La distribuzione della popolazione armena all'inizio del XVII secolo, qualche decennio dopo la conquista degli Ottomani, dentro gli attuali confini della Turchia
Maggioranze Armene
Significative presenze armene

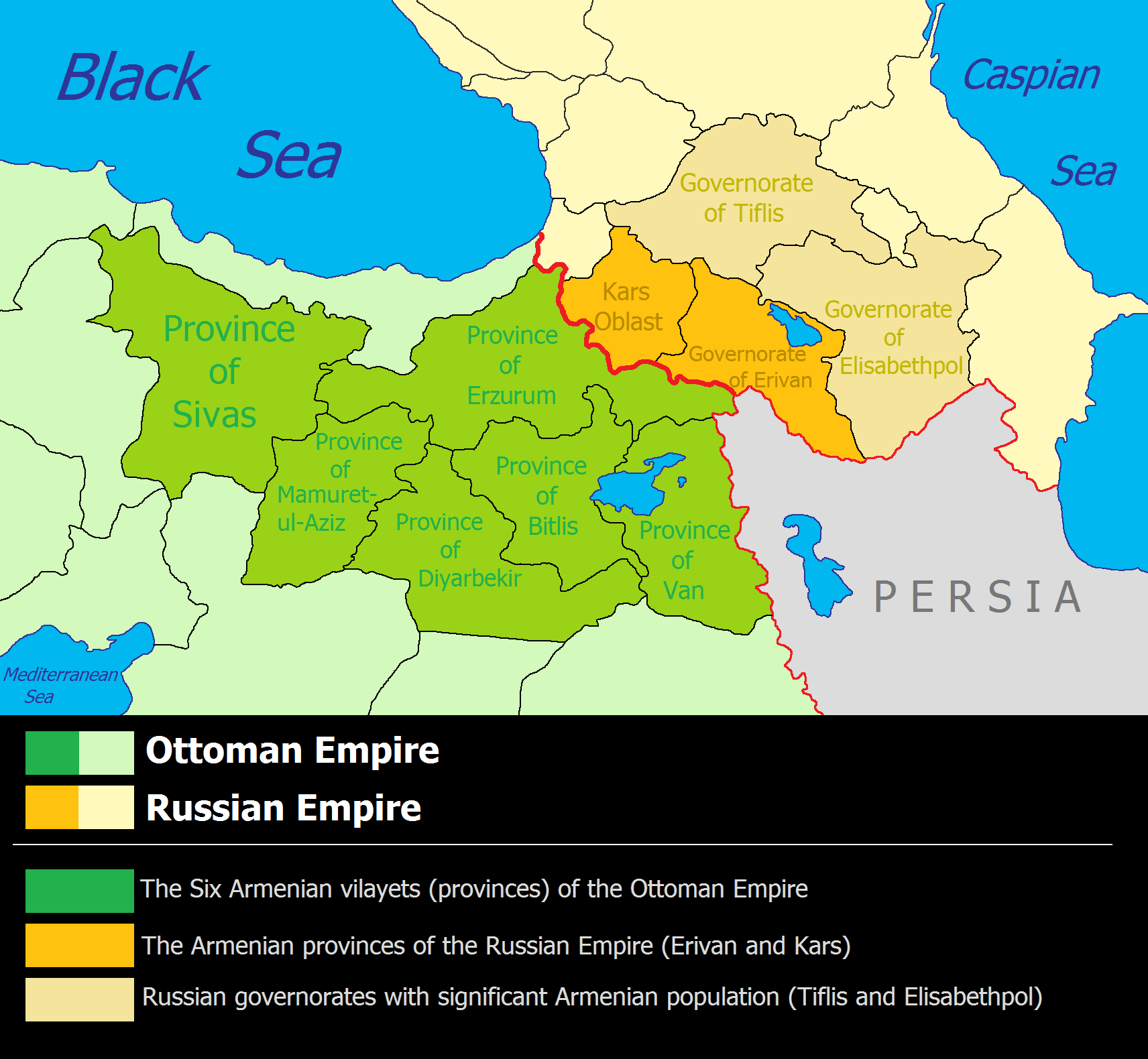
Armenia tra l'Impero Russo (2 Province) e l'Impero Ottomano (6 Province)

Tra il IV ed il XIX secolo l'Armenia venne conquistata e governata da molti popoli, in ultimo gli Ottomani che rimasero padroni della regione per centinaia di anni, fino all'ottenimento dell'indipendenza del 1918.
Mehmed II conquistò Costantinopoli nel 1453, e ne fece la capitale dell'Impero ottomano.
Poi il Sultano invitò l'arcivescovo armeno a stabilire un patriarcato a Costantinopoli. Gli armeni di Costantinopoli crebbero vertiginosamente di numero e divennero una componente rispettabile della società ottomana.
L'Impero Ottomano seguiva la legge coranica. Ciò significava che gli infedeli come Cristiani ed Ebrei dovessero pagare dei tributi straordinari.
Mentre gli Armeni di Costantinopoli beneficiavano di privilegi, gli altri armeni subivano le angherie dei vari pascià e bey e pagavano esosi tributi imposti dalle tribù curde.
L'Impero Ottomano cedette una piccola parte del territorio armeno all'Impero russo a seguito delle guerre Russo-Turche (1828-1829). Nel 1839 la situazione degli Armeni ottomani migliorò grazie alle riforme di Abdul Mejid I, tuttavia gli ultimi sultani, come Abdul Hamid II frenarono le riforme e causarono dei terribili massacri, come i famigerati massacri Hamidiani del 1895-96.
Nel 1915, l'Impero Ottomano causò una grande migrazione di massa della popolazione armena durante la quale morirono almeno un milione e mezzo di Armeni. L'Armenia occidentale venne riconosciuta come parte della Repubblica di Armenia nel Trattato di Sèvres del 1920.
Nel XIX e XX secolo le ambizioni della Russia di penetrare nel territorio armeno erano legate all'obiettivo di trovare uno sbocco sul Mar Mediterraneo.
| Gruppi Etnici | Bitlis  | Diyarbekir | Erzurum | Mamuretülaziz | Sivas   | Van     | Totale    | %    |
| --- | ------- | ---------- | ------- | ------------- | ------- | ------- | --------- | ---- |
| Armeni | 180 000 | 105 000    | 215 000 | 168 000       | 165 000 | 185 000 | 1 018 000 | 38,9 |
| Turchi1 | 48 000  | 72 000     | 265 000 | 182 000       | 192 000 | 47 000  | 806 000   | 30,8 |
| Curdi2 | 77 000  | 55 000     | 75 000  | 95 000        | 5 000   | 72 000  | 499 000   | 19,1 |
| Altri3 | 30 000  | 64 000     | 48 000  | 5 000         | 100 000 | 43 000  | 290 000   | 11,1 |
| Totale | 382 000 | 296 000    | 630 000 | 450 000       | 507 000 | 350 000 | 2 615 000 | 100  |
| 1 inclusi Qizilbash 2 inclusa popolazione Zaza 3 Assiri (Nestoriani, Giacobiti, Caldei), Circassi, Greci, Yazidi, Persiani, Lazi, Cattolici romani |         |            |         |               |         |         |           |      |

Insediamenti armeni, chiese e scuole tra il 1914 e il 1922:
| Suddivisione dell'Impero Ottomano in Vilayet o Province o Regioni | Insediamenti | Chiese | Scuole |
| ----------------------------------------------------------------- | ------------ | ------ | ------ |
| Erzurum Vilayet                                                   | 425          | 482    | 322    |
| Van Vilayet                                                       | 450          | 537    | 192    |
| Diyâr-ı Bekr Vilayet                                              | 249          | 158    | 122    |
| Mamuretülaziz Vilayet                                             | 279          | 307    | 204    |
| Bitlis Vilayet                                                    | 618          | 671    | 207    |
| Sivas Vilayet                                                     | 241          | 219    | 204    |
| Trebizond Vilayet                                                 | 118          | 109    | 190    |
| Anatolia Occidentale                                              | 237          | 281    | 300    |
| Cilicia e Siria Settentrionale                                    | 187          | 537    | 176    |
| Tracia Orientale / Turchia Europea                                | 58           | 67     | 79     |
| Palestina / Gerusalemme                                           | 1            | 10     | 1      |
| Impero Ottomano                                                   | 2 862        | 3 368  | 1 996  |

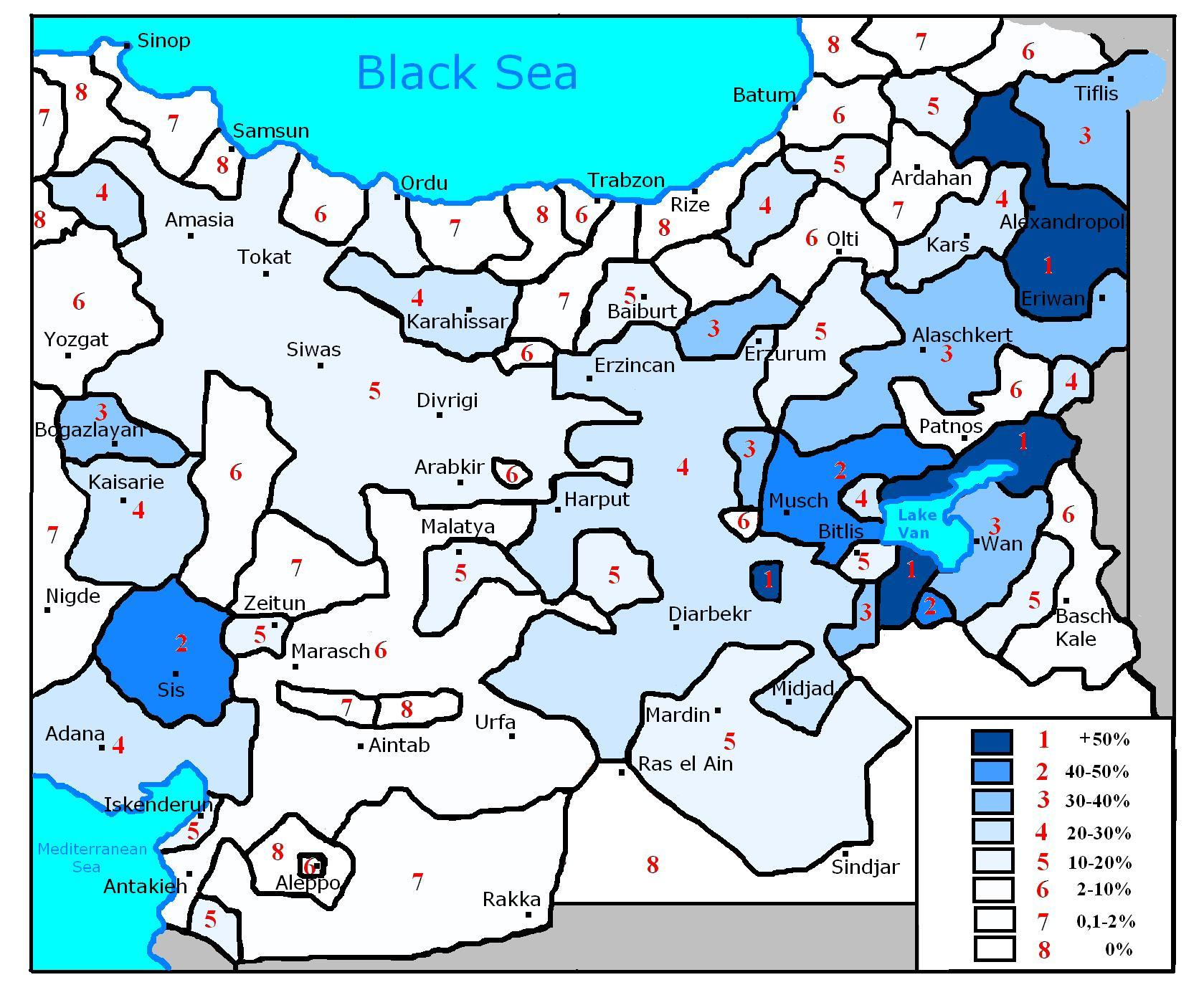
Popolazione Armena nell'Anatolia orientale, 1896
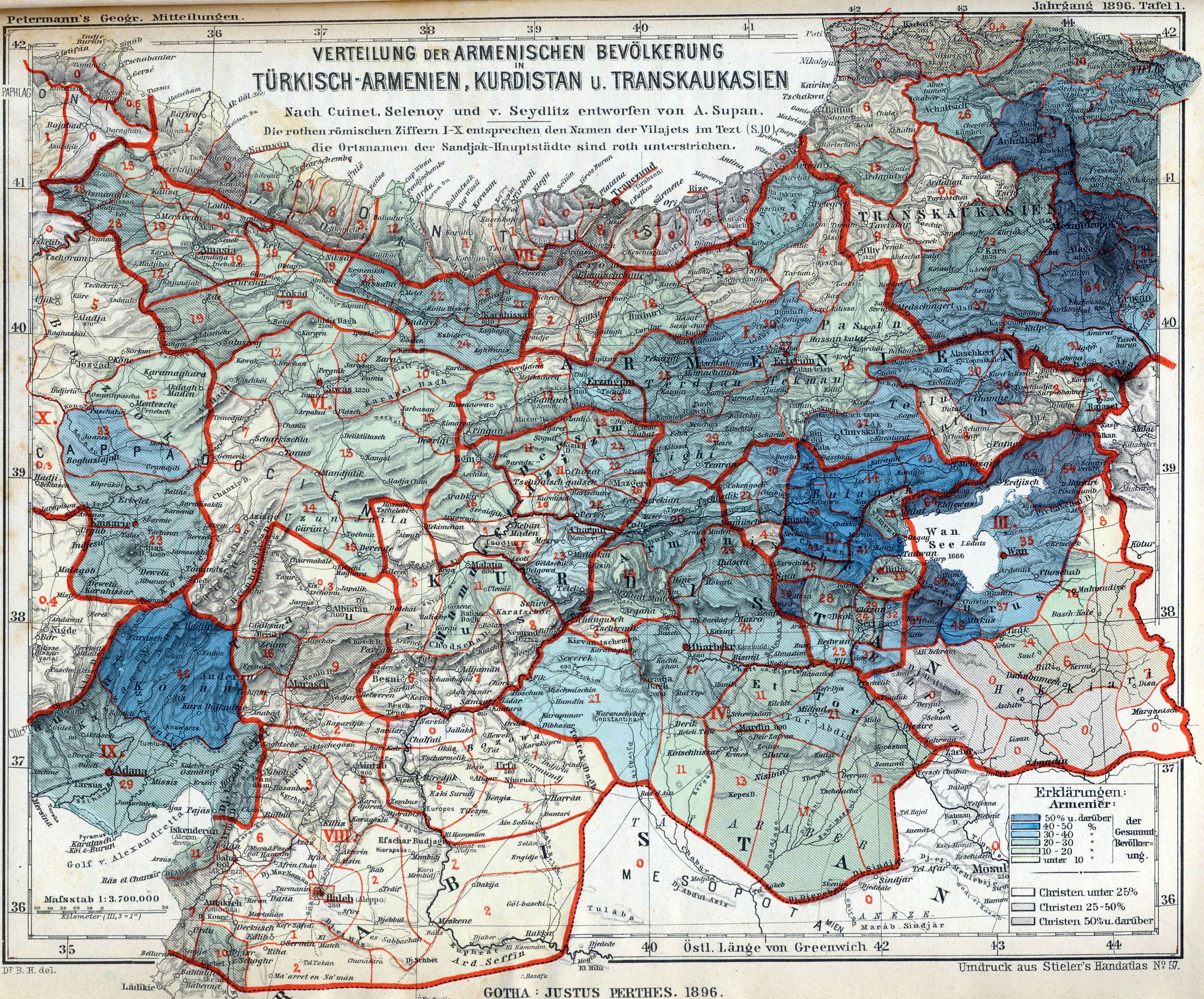
Mappa delle sei Province o Vilayets popolate da Armeni nel 1896
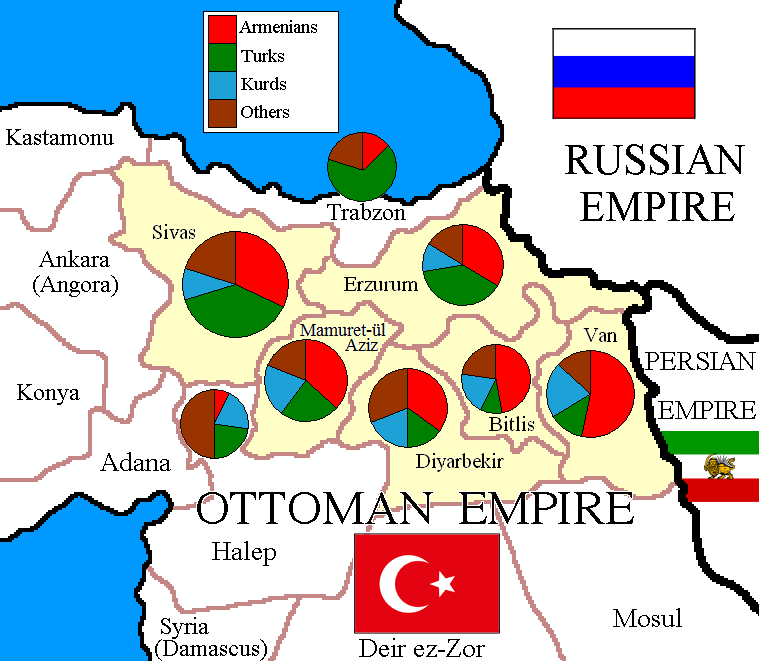
Mappa etnica delle sei Province o Vilayets secondo il Patriarcato armeno di Costantinopoli nel 1912.
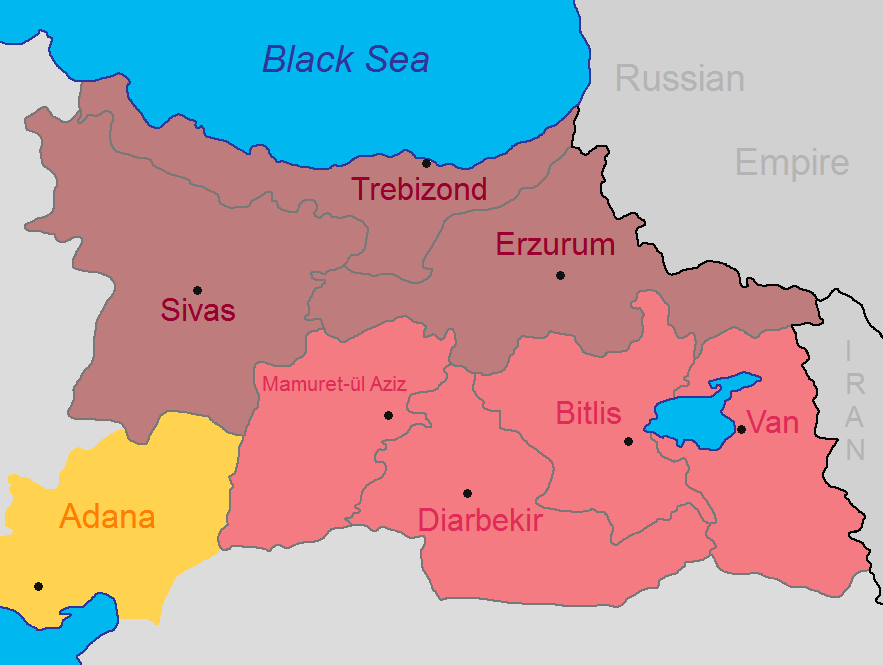
Il piano di riforma dell'Armenia turca nel 1914

## Armenia russa
All'indomani della guerra russo-persiana del 1826-1828, le parti della Armenia storica (nota anche come Armenia orientale) sotto il controllo persiano, incentrato a Yerevan e sul lago Sevan, furono incorporate alla Russia imperiale dopo la cessione forzata della Persia dei Qajar nel 1828 con il Trattato di Turkmenchay. Sotto il dominio russo, l'area corrispondente approssimativamente al territorio armeno moderno era chiamata "Provincia di Yerevan". I sudditi armeni dell'Impero russo vivevano in relativa sicurezza, rispetto ai loro parenti ottomani, sebbene gli scontri con tatari e curdi fossero frequenti all'inizio del XX secolo.
Il trattato di Turkmenchay del 1828 aveva inoltre stabilito i diritti dello zar russo di reinsediare gli armeni persiani all'interno della regione del Caucaso appena conquistata. A seguito del reinsediamento dei soli armeni persiani nei territori russi appena conquistati, si sarebbero verificati significativi cambiamenti demografici. Lo storico armeno-americano George Bournoutian fornisce una sintesi della composizione etnica dopo tali eventi.
Nel primo quarto del XIX secolo il Khanato di Erivan comprendeva la maggior parte dell'Armenia orientale e copriva un'area di circa 18.000 km². La terra era montuosa e arida e la popolazione di circa 100.000 abitanti era per circa l'80% musulmana (persiana, azera, curda) e per il 20% cristiana (armena).
Dopo l'incorporazione del khanato di Erivan nell'Impero russo, la maggioranza musulmana dell'area cambiò gradualmente, e inizialmente gli armeni rimasti prigionieri furono incoraggiati a tornare. Di conseguenza, circa 57.000 rifugiati armeni dalla Persia tornarono nel territorio del khanato di Erivan dopo il 1828, mentre circa 35.000 musulmani (persiani, gruppi turchi, curdi, lezgini, ecc.) su una popolazione totale di oltre 100.000 lasciarono la regione.

## Il genocidio armeno (1915-1923)

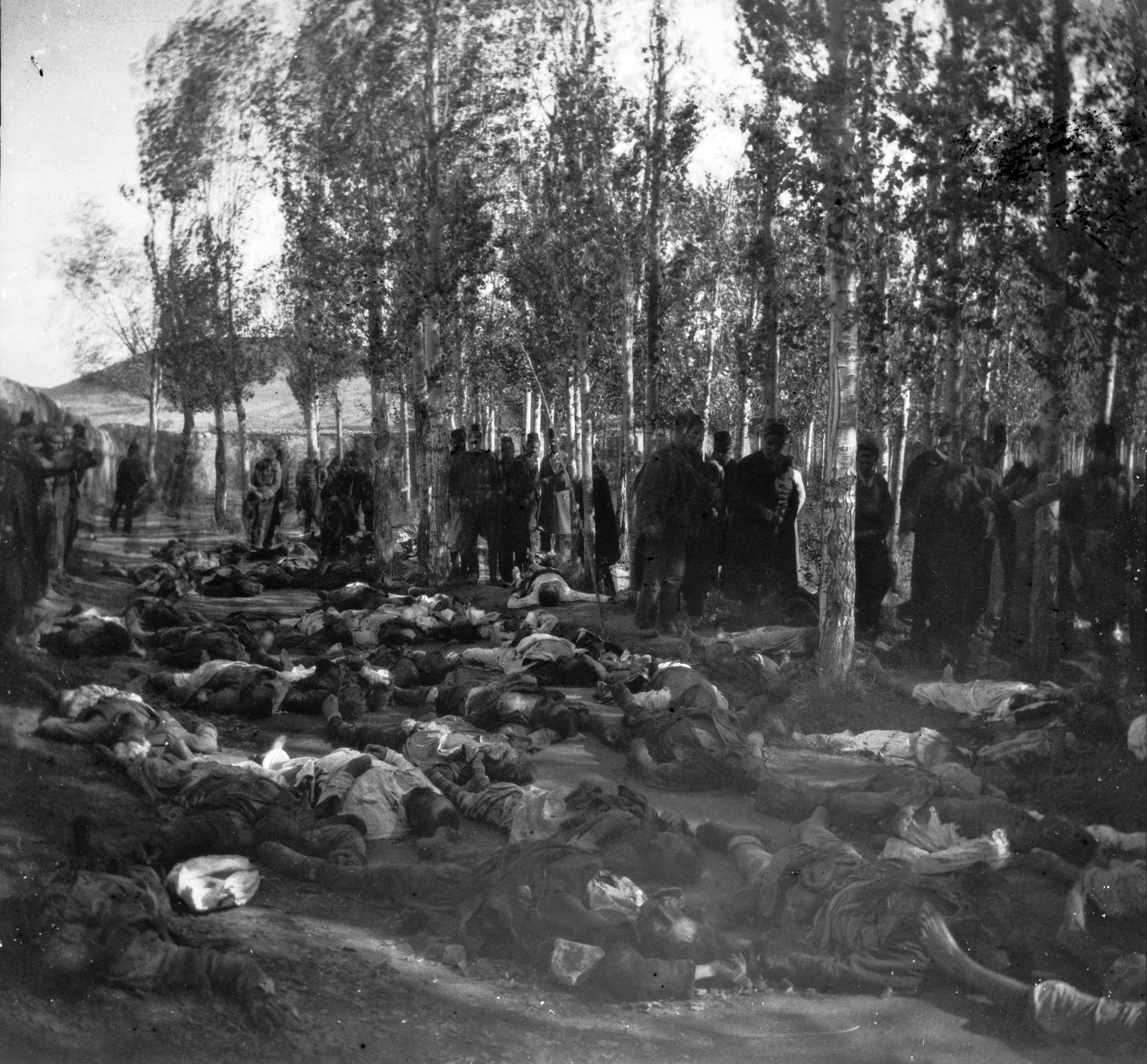
Massacro degli Armeni ad Erzurum, 1895

L'espressione genocidio armeno, talvolta olocausto degli armeni o massacro degli armeni (in lingua armena Հայոց Ցեղասպանութիւն Hayoc' C'eġaspanowt'yown o Մեծ Եղեռն Medz Yeghern "grande crimine", in turco Ermeni Soykırımı "genocidio armeno", a cui talvolta viene anteposta la parola sözde, "cosiddetto" o Ermeni Tehciri "deportazioni armeni") si riferisce a due eventi distinti ma legati fra loro: il primo è relativo alla campagna contro gli armeni condotta dal sultano ottomano Abdul-Hamid II negli anni 1894-1896; il secondo è collegato alla deportazione ed eliminazione di armeni negli anni 1915-1916. Il termine "genocidio" è associato soprattutto al secondo episodio, che viene commemorato dagli armeni il 24 aprile.

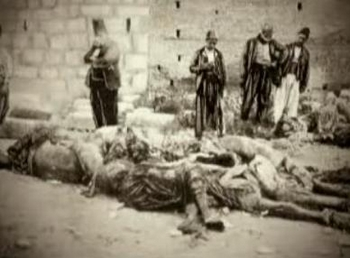
Massacro degli Armeni ad Adana, 1908

Nello stesso periodo storico l'Impero ottomano aveva condotto (o almeno tollerato) attacchi simili contro altre etnie (come gli assiri e i greci), e per questo alcuni studiosi credono che ci fosse un progetto di sterminio.

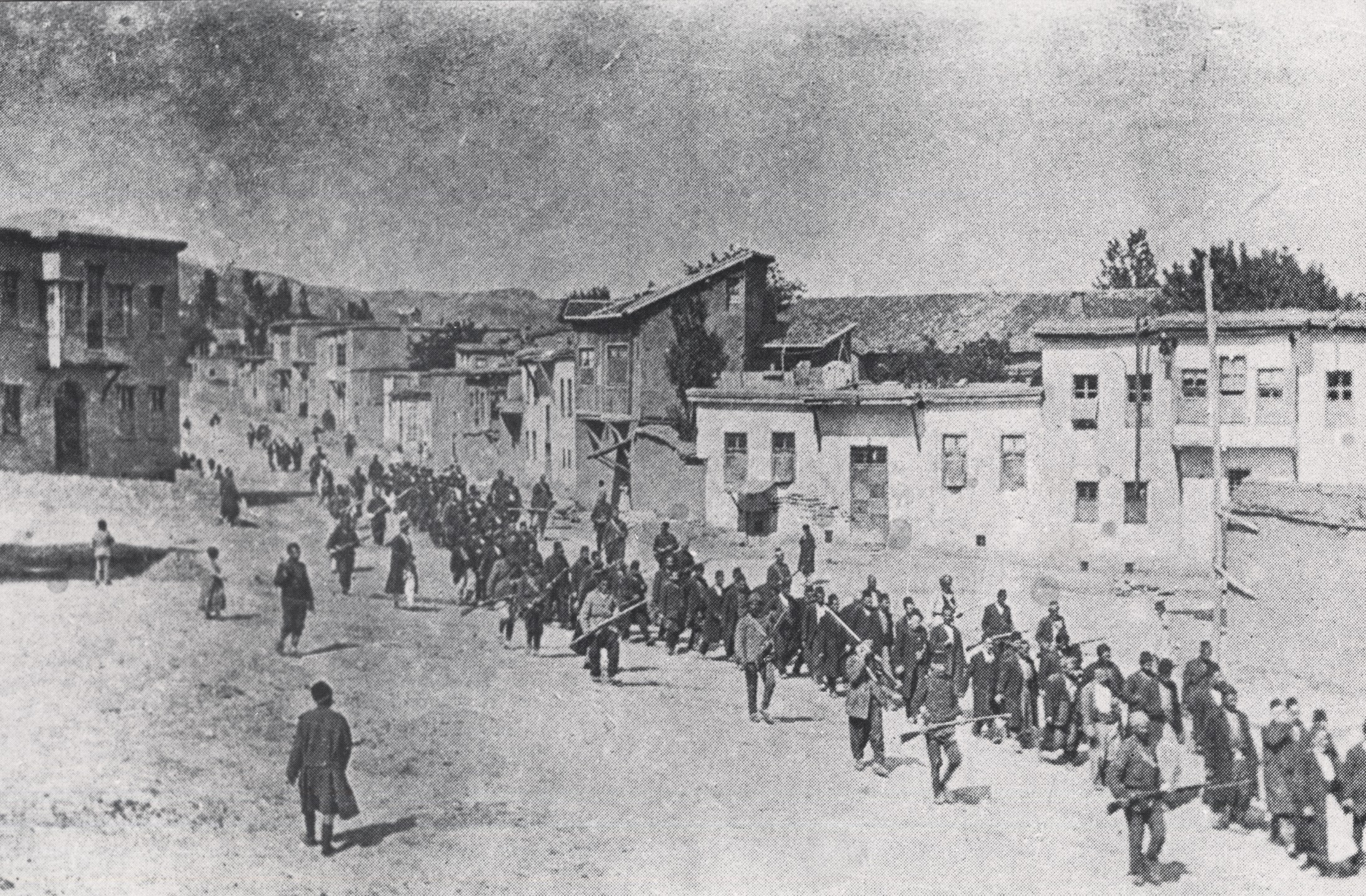
Civili armeni in marcia forzata verso il campo di prigionia di Mezireh, sorvegliati da soldati turchi armati nella Provincia o Vilayet di Kharberd o Kharpert, aprile 1915

Sul piano internazionale, ventuno stati hanno ufficialmente riconosciuto come genocidio gli eventi descritti.

Mappa del Genocidio armeno: luoghi del massacro, della deportazione e dei centri di sterminio

Quindi, la pulizia etnica degli armeni durante gli ultimi anni dell'Impero Ottomano è considerata ormai un genocidio, con una serie di massacri nel periodo 1894 - 1896 che culminò negli eventi del genocidio armeno nel 1915 - 1923. Con la prima guerra mondiale in corso, l'Impero ottomano accusò i cristiani armeni di essere alleati della Russia imperiale e usò questo pretesto per procedere al loro sterminio. Gli eventi del 1915 - 1923 sono considerati dagli Armeni come un genocidio. Le autorità turche affermano ancora oggi che si trattò di una guerra civile aggravata dalla malattia e dalla carestia. Il numero esatto dei morti è ancora da stabilire. Questi massacri sono celebrati tradizionalmente il 24 aprile, nel giorno dei martiri per i Cristiani armeni.

## La Prima Repubblica di Armenia (1917-1922)

Bandiera dell'Armenia: rosso, blu e arancione

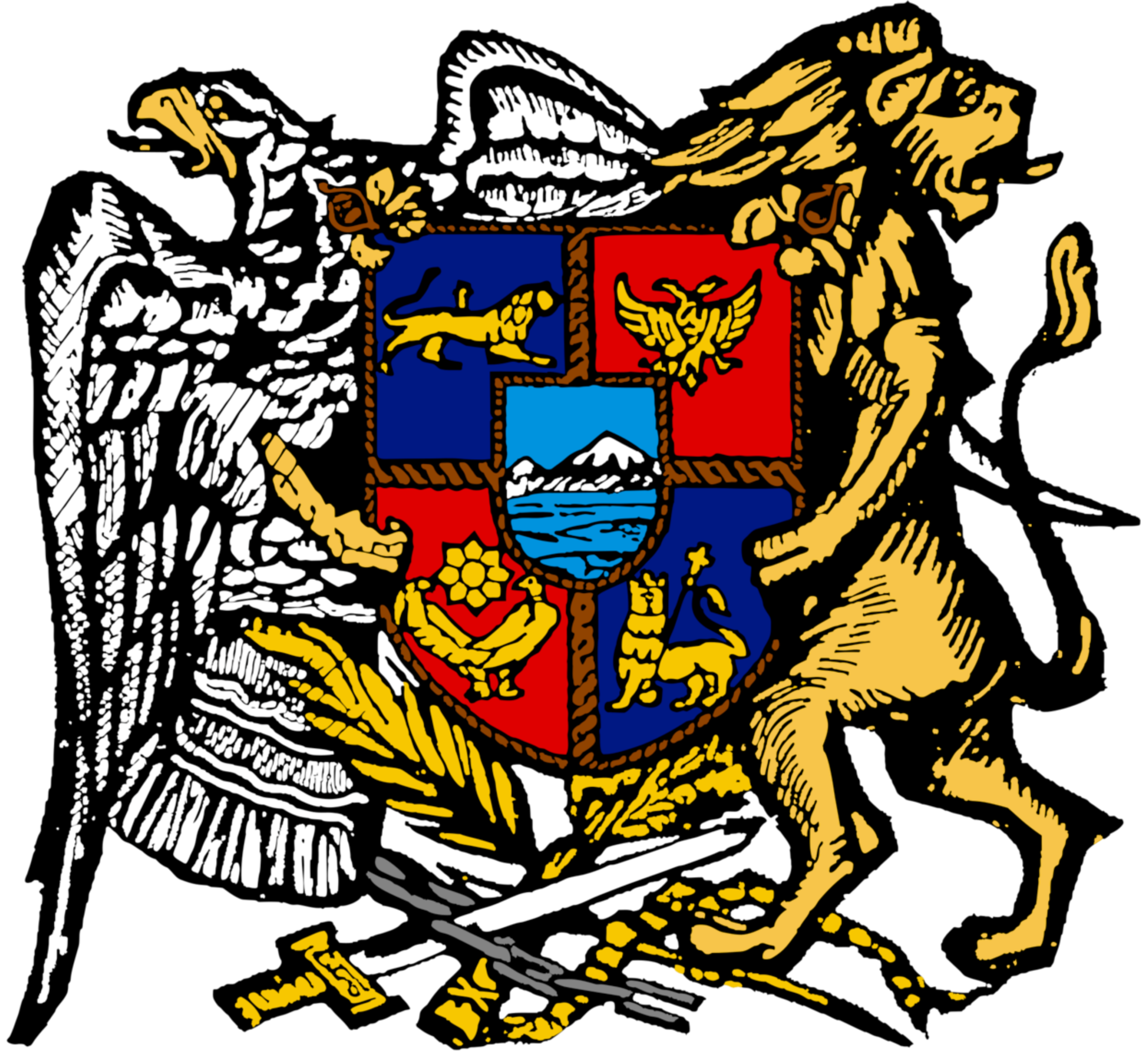
Stemma Armeno

Dopo la Rivoluzione Russa del 1917 e l'ascesa al potere dei Bolscevichi, Stepan Shaumyan venne messo a capo dell'Armenia. Il territorio armeno ottomano occupato dalle truppe russe venne rapidamente perduto in seguito alla rivoluzione.
La convenzione di Tiflis si ebbe nel settembre 1917 ed in essa si elesse una Consiglio Nazionale Armeno. Nel frattempo sia gli Unionisti turchi dell'Ittihad che i nazionalisti armeni si mossero per ottenere l'alleanza con i bolscevichi. Mustafa Kemal inviò alcune delegazioni a Mosca ma questa alleanza si dimostrò disastrosa per l'Armenia. La firma del patto Russo-Ottomano del 1º gennaio 1918 diede al Pascià Vehib di attaccare la nuova Repubblica Federale Democratica Transcaucasica, cui dal 28 maggio succedette la Prima Repubblica di Armenia.
I nazionalisti turchi combatterono contro gli armeni con la giustificazione che questi ultimi avevano commesso crimini di guerra contro le popolazioni turche delle province ottomane. Ebbe così inizio la guerra turco-armena. Sotto la forte pressione di Ottomani e truppe curde irregolari, la Repubblica di Armenia dovette ritirarsi da Erzincan fino a Erzurum. A sud-est, nel Van, gli armeni resistettero ai Turchi fino all'aprile 1918, ma furono costretti ad evacuare e ritirarsi in Persia. Quando i Tatari dell'Azerbaigian si affiancarono ai Turchi e interruppero le linee di comunicazione, tagliarono fuori il Consiglio Nazionale Armeno di Baku ed Erevan dal Consiglio di Tiflis. Fra i due fronti, i ribelli islamici azeri rovesciarono Shaumyan e dichiararono una Repubblica Transcaucasica indipendente dalla Russia.

La Turchia secondo il Trattato di Sèvres del 1922.

Il Trattato di Sèvres (10 agosto 1920) tutelava la Repubblica Democratica e si impegnava ad unirvi i territori dell'Armenia Ottomana. Tuttavia, il Trattato fu respinto dal movimento nazionale turco, guidato dal generale Mustafa Kemal, che rovesciò il sultanato ottomano multi-etnico di Istanbul proclamando una repubblica nazionale laica con capitale Ankara. La guerra turco-armena si concluse con il Trattato di Alexandropol (2 dicembre 1920), l'odierna Gyumri, che sancì la vittoria turca e l'annullamento delle concessioni di Sèvres. Immediatamente dopo, il 29 novembre, l'Undicesima Armata Sovietica entrò in Armenia e il 4 dicembre prese Erevan, ponendo fine alla Repubblica Democratica.

## L'Armenia nell'Unione Sovietica (1922-1991)

Bandiera dell'Armenia sovietica.

L'Armenia fu incorporata nell'Unione Sovietica il 4 marzo 1922 come parte della Repubblica socialista sovietica federativa transcaucasica, che comprendeva anche Georgia e Azerbaigian. Subito dopo, il Trattato di Alessandropoli fu sostituito dal Trattato di Kars (11 settembre 1922), in cui la Turchia cedeva alla Russia l'Agiaria georgiana, con il porto di Batumi, in cambio delle città russo-armene di Kars, Ardahan e Iğdır.
La transizione al comunismo fu sofferta per l'Armenia. Gli armeni furono privati della libertà di parola e non era permesso usare retorica nazionalista o elementi nazionalisti in nessuna opera stampata.
L'Armenia Sovietica partecipò alla Seconda guerra mondiale inviando centinaia di migliaia di soldati al fronte per difendere la madrepatria sovietica.
L'Armenia beneficiò ampiamente del sistema economico sovietico, così villaggi di provincia divennero gradualmente città.
Alla fine degli anni Ottanta, con il progressivo indebolimento del sistema politico sovietico, si manifestarono tensioni sia all'interno della repubblica che con la vicina repubblica Socialista Sovietica Azera con la quale era da decenni aperto il contenzioso sulla regione del Nagorno Karabakh. All'epoca vivevano in Armenia circa 80.000 azeri mentre circa 400.000 erano gli armeni nella vicina repubblica. I pogrom di Sumgait a danno della minoranza armena della città aprirono una stagione di scontri etnici che culminerà nel 1992 con la prima guerra del Nagorno Karabakh.
Nel frattempo l'Armenia era colpita il 7 dicembre 1988 da un violentissimo terremoto che provocò decine di migliaia di vittime.

## L'Armenia indipendente (1991)
L'Armenia dichiarò la sua indipendenza dall'Unione Sovietica il 21 settembre 1991. In ottobre di quello stesso anno venne eletto presidente della nuova Repubblica 
Lewon A. Ter-Petrosian, che precedentemente era stato a capo dell'ex Soviet supremo dell'Armenia. Nel 1992 l'Armenia è entrata a far parte dell'ONU.
Nel 1996 Ter-Petrosian è stato rieletto per un secondo mandato ma, dimessosi nel 1998, il potere è passato a Robert Kocharian sotto la cui presidenza le condizioni di vita degli armeni sono migliorate gradualmente. Gli "uomini forti" del successivo decennio sono stati Serzh Sargsyan e Nikol Pashinyan.